# Morti nel 1981/Gennaio
| Questa pagina contiene informazioni ricavate automaticamente dalle voci biografiche con l'ausilio del template Bio e di un bot. L'aggiornamento è periodico e automatico e ricostruisce completamente la pagina. Se manca una persona in questa lista, sei pregato di non aggiungerla, ma accertati piuttosto che la sua voce biografica contenga il template Bio e che i dati anagrafici siano correttamente compilati. Se il template Bio manca, inseriscilo tu stesso o, in alternativa, metti l'avviso {{tmp\|Bio}} che ne segnala la mancanza. Se i dati riportati sono sbagliati, correggi direttamente la voce biografica; le modifiche saranno visibili in questa lista entro pochi giorni. Per chiarimenti vedi il progetto biografie. La lista contiene solo le 111 persone che sono citate nell'enciclopedia e per le quali è stato implementato correttamente il template Bio. Pagina aggiornata al 3 mar 2024. |

- 1º gennaio - Neville Coleman, calciatore inglese (n. 1930)
- 1º gennaio - Oumarou Ganda, regista e attore nigerino (n. 1935)
- 1º gennaio - Ceferino Garcia, pugile filippino (n. 1912)
- 1º gennaio - Albert Henry, politico cookese (n. 1907)
- 1º gennaio - Geoffrey Holiday Hall, scrittore statunitense (n. 1913)
- 1º gennaio - David Littmann, cardiologo statunitense (n. 1906)
- 1º gennaio - Hephzibah Menuhin, pianista, attivista e scrittrice statunitense (n. 1920)
- 1º gennaio - Virgilio Ripa, compositore italiano (n. 1910)
- 1º gennaio - Mauri Rose, pilota automobilistico e ingegnere statunitense (n. 1906)
- 1º gennaio - Matt Vaniel, cestista statunitense (n. 1919)
- 2 gennaio - Sam Dalrymple, calciatore statunitense (n. 1901)
- 2 gennaio - Colombo Neri, ciclista su strada italiano (n. 1904)
- 3 gennaio - Alice di Albany, principessa britannica (n. 1883)
- 3 gennaio - Marie Eline, attrice statunitense (n. 1902)
- 3 gennaio - Bob Gilbert, cestista statunitense (n. 1930)
- 3 gennaio - Felton Jarvis, produttore discografico statunitense (n. 1934)
- 4 gennaio - Bruno Fortichiari, politico italiano (n. 1892)
- 4 gennaio - Doris Schroeder, scrittrice e sceneggiatrice statunitense (n. 1893)
- 5 gennaio - Joe Dolhon, cestista statunitense (n. 1927)
- 5 gennaio - Jana Černá, scrittrice ceca (n. 1928)
- 5 gennaio - Giuseppe Giovanni Lanza del Vasto, filosofo, poeta e scrittore italiano (n. 1901)
- 5 gennaio - Serge Sandberg, produttore cinematografico francese (n. 1879)
- 5 gennaio - Harold Urey, chimico statunitense (n. 1893)
- 5 gennaio - Leopold Wohlrab, pallamanista austriaco (n. 1912)
- 6 gennaio - A. J. Cronin, scrittore e medico scozzese (n. 1896)
- 6 gennaio - Giordano Dell'Amore, economista, banchiere e politico italiano (n. 1902)
- 6 gennaio - Valerio Giacomini, botanico e ecologo italiano (n. 1914)
- 6 gennaio - Mario Saggin, politico e partigiano italiano (n. 1895)
- 6 gennaio - Antonio Suárez, ciclista su strada spagnolo (n. 1932)
- 8 gennaio - Matthew Beard, attore cinematografico statunitense (n. 1925)
- 8 gennaio - Shigeru Egami, karateka e maestro di karate giapponese (n. 1912)
- 8 gennaio - Mortimer von Kessel, generale tedesco (n. 1893)
- 8 gennaio - Aleksandr Aleksandrovič Kotov, scacchista sovietico (n. 1913)
- 8 gennaio - Arthur Nethercot, critico letterario, scrittore e poeta statunitense (n. 1895)
- 8 gennaio - Ignazio Petrone, politico italiano (n. 1915)
- 8 gennaio - Václav Průša, calciatore cecoslovacco (n. 1912)
- 9 gennaio - Tommy Byrnes, cestista statunitense (n. 1923)
- 9 gennaio - Cozy Cole, batterista statunitense (n. 1909)
- 9 gennaio - Sammy Davis, pilota automobilistico britannico (n. 1887)
- 9 gennaio - Cesare Ferraresi, violinista italiano (n. 1918)
- 9 gennaio - Désiré Koranyi, calciatore e allenatore di calcio ungherese (n. 1914)
- 9 gennaio - Hugo Pena, calciatore argentino (n. 1951)
- 9 gennaio - Kazimierz Serocki, compositore polacco (n. 1922)
- 10 gennaio - Katharine Alexander, attrice statunitense (n. 1898)
- 10 gennaio - Raffaello Bellucci, politico e partigiano italiano (n. 1904)
- 10 gennaio - Richard Boone, attore statunitense (n. 1917)
- 10 gennaio - Chink Crossin, cestista statunitense (n. 1924)
- 10 gennaio - Charlotte Mühe, nuotatrice tedesca (n. 1910)
- 10 gennaio - H. Warner Munn, scrittore statunitense (n. 1903)
- 11 gennaio - Artur Berger, scenografo, regista e sceneggiatore austriaco (n. 1892)
- 11 gennaio - Beulah Bondi, attrice statunitense (n. 1889)
- 12 gennaio - Isobel Elsom, attrice inglese (n. 1893)
- 12 gennaio - Marcel Gobillot, ciclista su strada francese (n. 1900)
- 13 gennaio - Finn Olav Gundelach, diplomatico e politico danese (n. 1925)
- 14 gennaio - Giulio Minoletti, urbanista, architetto e designer italiano (n. 1910)
- 14 gennaio - George Skibine, ballerino e direttore artistico sovietico (n. 1920)
- 15 gennaio - Riccardo Bonometti, calciatore italiano (n. 1910)
- 15 gennaio - Doug Livingstone, allenatore di calcio e calciatore scozzese (n. 1898)
- 15 gennaio - Hugo Plomteux, linguista belga (n. 1939)
- 15 gennaio - Zeno Saltini, presbitero italiano (n. 1900)
- 16 gennaio - Jack Frendo Azzopardi, pallanuotista maltese (n. 1915)
- 16 gennaio - Dino Castellano, dirigente sportivo, allenatore di calcio e calciatore italiano (n. 1905)
- 16 gennaio - Bernard Lee, attore britannico (n. 1908)
- 16 gennaio - Italo Zamberletti, calciatore e allenatore di calcio italiano (n. 1904)
- 17 gennaio - Eugenio Gatto, avvocato, politico e partigiano italiano (n. 1911)
- 17 gennaio - Charles de Tolnay, storico dell'arte ungherese (n. 1899)
- 18 gennaio - Mary Bevis Hawton, tennista australiana (n. 1924)
- 18 gennaio - Rudolf Schrader, ginnasta e multiplista statunitense (n. 1875)
- 19 gennaio - Pierluigi Aprà, attore italiano (n. 1944)
- 19 gennaio - Cesare Gnudi, storico dell'arte e funzionario italiano (n. 1910)
- 19 gennaio - Alberto Héber Usher, politico uruguaiano (n. 1918)
- 19 gennaio - Lajos Korányi, calciatore ungherese (n. 1907)
- 19 gennaio - Luigi Oggiano, politico e avvocato italiano (n. 1892)
- 19 gennaio - Iva Pacetti, soprano italiano (n. 1898)
- 19 gennaio - Francesca Woodman, fotografa statunitense (n. 1958)
- 20 gennaio - Dolf van Kol, calciatore e allenatore di calcio olandese (n. 1902)
- 20 gennaio - Vittorio Tamagnini, pugile italiano (n. 1910)
- 21 gennaio - William Findlay, calciatore statunitense (n. 1904)
- 21 gennaio - Cuth Harrison, pilota automobilistico britannico (n. 1906)
- 21 gennaio - Giovanni Battista Meneghini, imprenditore italiano (n. 1895)
- 22 gennaio - Franco Abbiati, critico musicale italiano (n. 1898)
- 22 gennaio - Rudolf Geiger, climatologo e meteorologo tedesco (n. 1894)
- 22 gennaio - María Moliner, archivista e bibliotecaria spagnola (n. 1900)
- 22 gennaio - Mario Parodi, calciatore italiano (n. 1903)
- 22 gennaio - Fannie Thomas, supercentenaria statunitense (n. 1867)
- 23 gennaio - Samuel Barber, compositore statunitense (n. 1910)
- 23 gennaio - Orazio Benedetti, criminale italiano (n. 1950)
- 23 gennaio - Roman Rudenko, magistrato sovietico (n. 1907)
- 23 gennaio - Frits Schipper, calciatore olandese (n. 1904)
- 24 gennaio - Giuseppe Bardellini, politico italiano (n. 1892)
- 24 gennaio - Orville Brown, wrestler statunitense (n. 1908)
- 24 gennaio - Leandra Cominazzini Angelucci, pittrice italiana (n. 1890)
- 24 gennaio - Peter Paul Fernandes, hockeista su prato indiano (n. 1916)
- 24 gennaio - Giuseppe Tosi, calciatore italiano (n. 1900)
- 24 gennaio - Gustav Tögel, calciatore austriaco (n. 1907)
- 25 gennaio - Adele Astaire, ballerina statunitense (n. 1896)
- 25 gennaio - Lobsang Rampa, scrittore britannico (n. 1910)
- 25 gennaio - Mario Zanello, calciatore italiano (n. 1903)
- 26 gennaio - Juan Sires, regista argentino (n. 1906)
- 27 gennaio - Léo Collard, politico belga (n. 1902)
- 27 gennaio - Henri Lentulo, odontoiatra italiano (n. 1889)
- 27 gennaio - Paride Stefanini, chirurgo italiano (n. 1904)
- 28 gennaio - Mario Asnago, architetto e pittore italiano (n. 1896)
- 28 gennaio - Alphonse Gemuseus, cavaliere svizzero (n. 1898)
- 28 gennaio - Agostino Lazzari, tenore italiano (n. 1919)
- 28 gennaio - Angelo Magliano, giornalista e scrittore italiano (n. 1919)
- 29 gennaio - Nazareno Fonticoli, stilista italiano (n. 1906)
- 30 gennaio - Viggo Dibbern, ginnasta danese (n. 1900)
- 30 gennaio - Marino Pieretti, giocatore di baseball italiano (n. 1920)
- 31 gennaio - William Gopallawa, politico singalese (n. 1896)
- 31 gennaio - Leonardo Sinisgalli, poeta, saggista e critico d'arte italiano (n. 1908)